# Lol·li (bandoler)
Lol·li (en llatí Lollius) era un samnita que va quedar com a ostatge a Roma durant la guerra amb Pirros de l'Epir.
Després de la guerra es va poder escapar i va reunir un cos d'aventurers amb els quals es va apoderar de la fortalesa de Caricinum al Samni, des d'on feia expedicions de saqueig. Finalment va ser derrotat i la fortalesa conquerida per Quint Ogulni Gal i Gai Fabi Pictor l'any 269 aC.